# Late Night Talking
Late Night Talking è un singolo del cantautore britannico Harry Styles, pubblicato il 26 maggio 2022 come terzo estratto dal terzo album in studio Harry's House.

## Promozione
Il 15 aprile 2022 l'artista ha eseguito il pezzo per la prima volta dal vivo al Coachella, assieme ad As It Was, Boyfriends e una cover di Wet Dream delle Wet Leg.

## Video musicale
Il video musicale, diretto dal duo Bradley & Pablo, è stato reso disponibile su YouTube il 13 luglio 2022.

## Tracce
Testi e musiche di Harry Styles e Thomas Hull.
Download digitale, CD – 1ª versione
1. Late Night Talking – 2:58

CD – 2ª versione, MC, 7"
1. Late Night Talking – 2:58
2. Late Night Talking (Instrumental) – 2:53

## Classifiche

### Classifiche settimanali
| Classifica (2022) | Posizione massima |
| ----------------- | ----------------- |
| Argentina         | 36                |
| Australia         | 2                 |
| Austria           | 9                 |
| Belgio (Fiandre)  | 10                |
| Belgio (Vallonia) | 14                |
| Canada            | 3                 |
| Croazia           | 10                |
| Danimarca         | 9                 |
| Filippine         | 25                |
| Finlandia         | 15                |
| Francia           | 32                |
| Grecia            | 8                 |
| India             | 10                |
| Irlanda           | 2                 |
| Islanda           | 4                 |
| Italia            | 25                |
| Libano            | 17                |
| Lituania          | 5                 |
| Lussemburgo       | 7                 |
| Norvegia          | 9                 |
| Nuova Zelanda     | 2                 |
| Paesi Bassi       | 6                 |
| Paraguay          | 71                |
| Polonia           | 11                |
| Portogallo        | 3                 |
| Regno Unito       | 2                 |
| Repubblica Ceca   | 6                 |
| Singapore         | 5                 |
| Slovacchia        | 4                 |
| Spagna            | 49                |
| Stati Uniti       | 3                 |
| Sudafrica         | 15                |
| Svezia            | 9                 |
| Svizzera          | 11                |
| Vietnam           | 53                |

### Classifiche di fine anno
| Classifica (2022) | Posizione |
| ----------------- | --------- |
| Australia         | 37        |
| Belgio (Fiandre)  | 61        |
| Belgio (Vallonia) | 80        |
| Canada            | 21        |
| Danimarca         | 90        |
| Islanda           | 15        |
| Lituania          | 55        |
| Paesi Bassi       | 65        |
| Regno Unito       | 32        |
| Stati Uniti       | 25        |
| Classifica (2024) | Posizione |
| Estonia           | 182       |